# Kanton Gaillon-Campagne
Kanton Gaillon-Campagne (fr. Canton de Gaillon-Campagne) je francouzský kanton v departementu Eure v regionu Horní Normandie. Skládá se z 20 obcí.

## Obce kantonu
- Ailly
- Autheuil-Authouillet
- Bernières-sur-Seine
- Cailly-sur-Eure
- Champenard
- La Croix-Saint-Leufroy
- Écardenville-sur-Eure
- Fontaine-Bellenger
- Fontaine-Heudebourg
- Heudreville-sur-Eure
- Saint-Aubin-sur-Gaillon
- Sainte-Barbe-sur-Gaillon
- Saint-Étienne-sous-Bailleul
- Saint-Julien-de-la-Liègue
- Saint-Pierre-de-Bailleul
- Saint-Pierre-la-Garenne
- Tosny
- Venables
- Vieux-Villez
- Villers-sur-le-Roule